# Brécy (Aisne)
Brécy ist eine französische Gemeinde mit 317 Einwohnern (Stand: 1. Januar 2022) im Département Aisne in der Region Hauts-de-France (vor 2016: Picardie); sie gehört zum Arrondissement Château-Thierry und zum Kanton Château-Thierry. Die Einwohner werden Les Brécois genannt.

## Geografie
Die Gemeinde Brécy liegt zwischen Paris und Reims in der Landschaft Tardenois am Flüsschen Ordrimouille. Umgeben wird Brécy von den Nachbargemeinden Coincy im Norden und Osten, Épieds im Südosten und Süden, Bézu-Saint-Germain im Süden und Südwesten, Rocourt-Saint-Martin im Westen sowie Armentières-sur-Ourcq im Nordwesten.

## Bevölkerungsentwicklung
| Jahr                       | 1962 | 1968 | 1975 | 1982 | 1990 | 1999 | 2006 | 2013 | 2021 |
| Einwohner                  | 201  | 215  | 224  | 183  | 284  | 318  | 340  | 345  | 319  |
| Quellen: Cassini und INSEE |      |      |      |      |      |      |      |      |      |

## Sehenswürdigkeiten
- Kirche Saint-Michel aus dem 12. Jahrhundert, Monument historique seit 1920
- Burg Le Buisson aus dem 13. Jahrhundert, Monument historique seit 1981
- Schloss Jouvence
- Gravierter Fels aus dem 5. Jahrhundert, Monument historique seit 1975
- Wasserturm

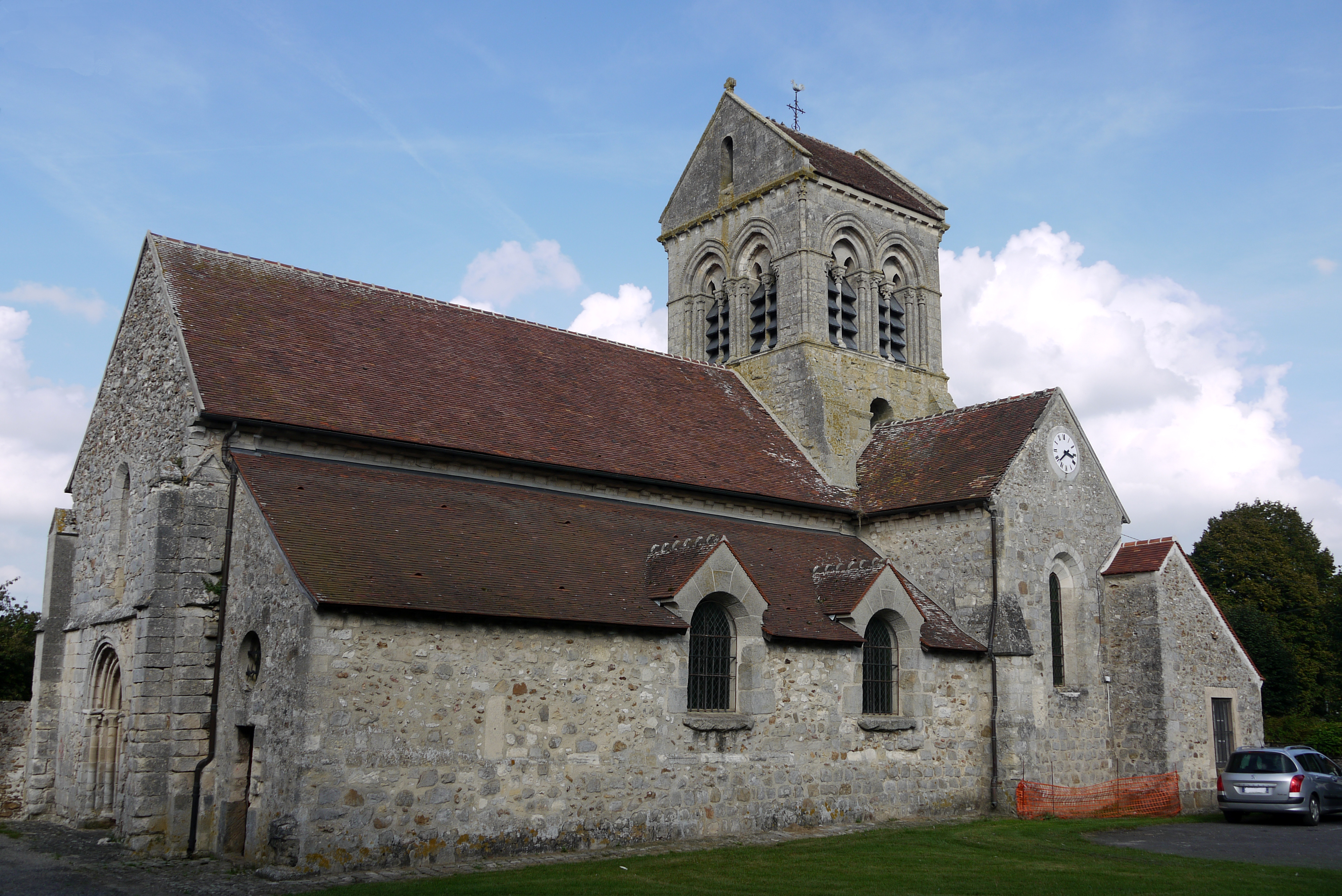
Kirche Saint-Michel
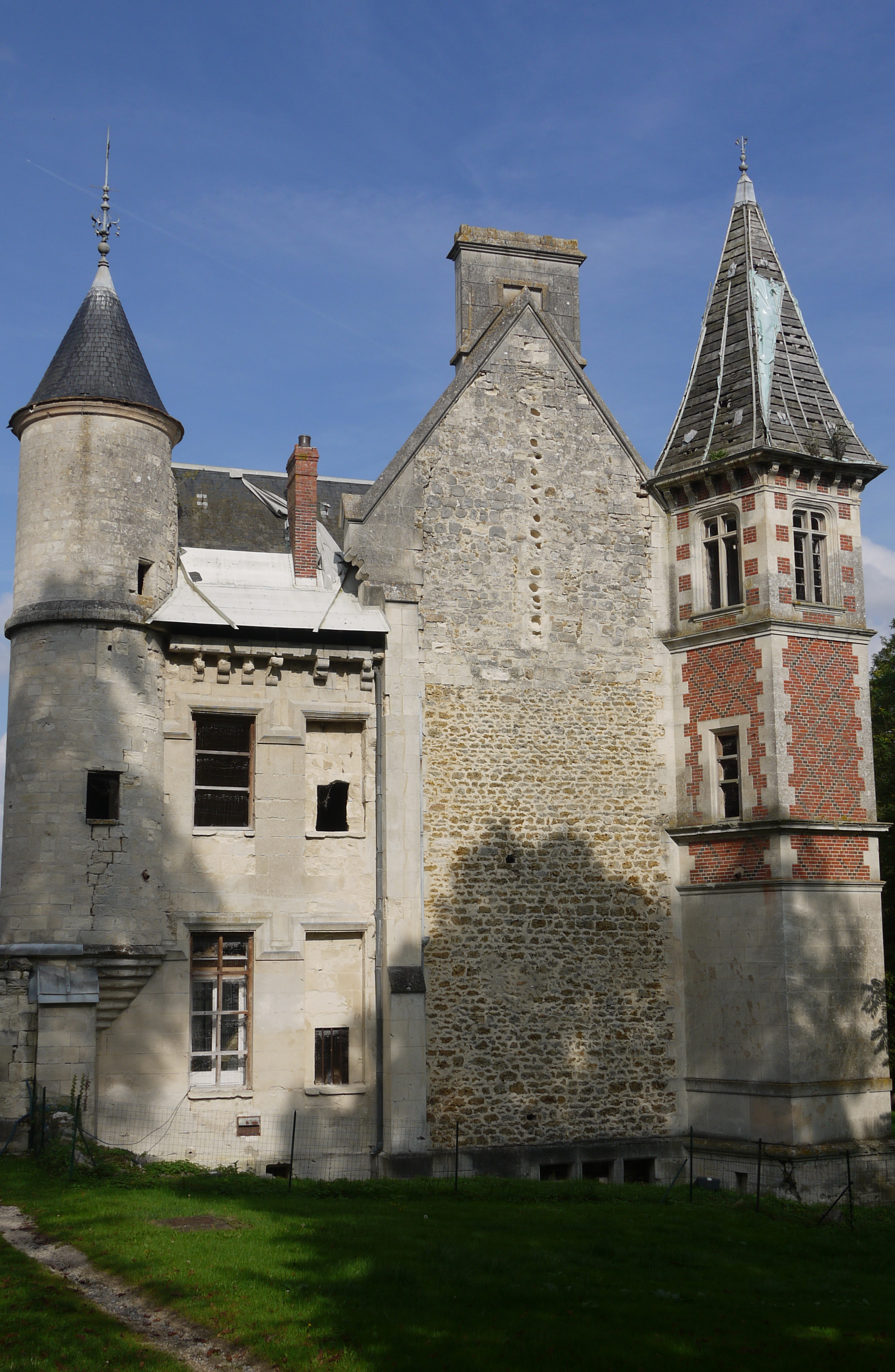
Burg Le Buisson
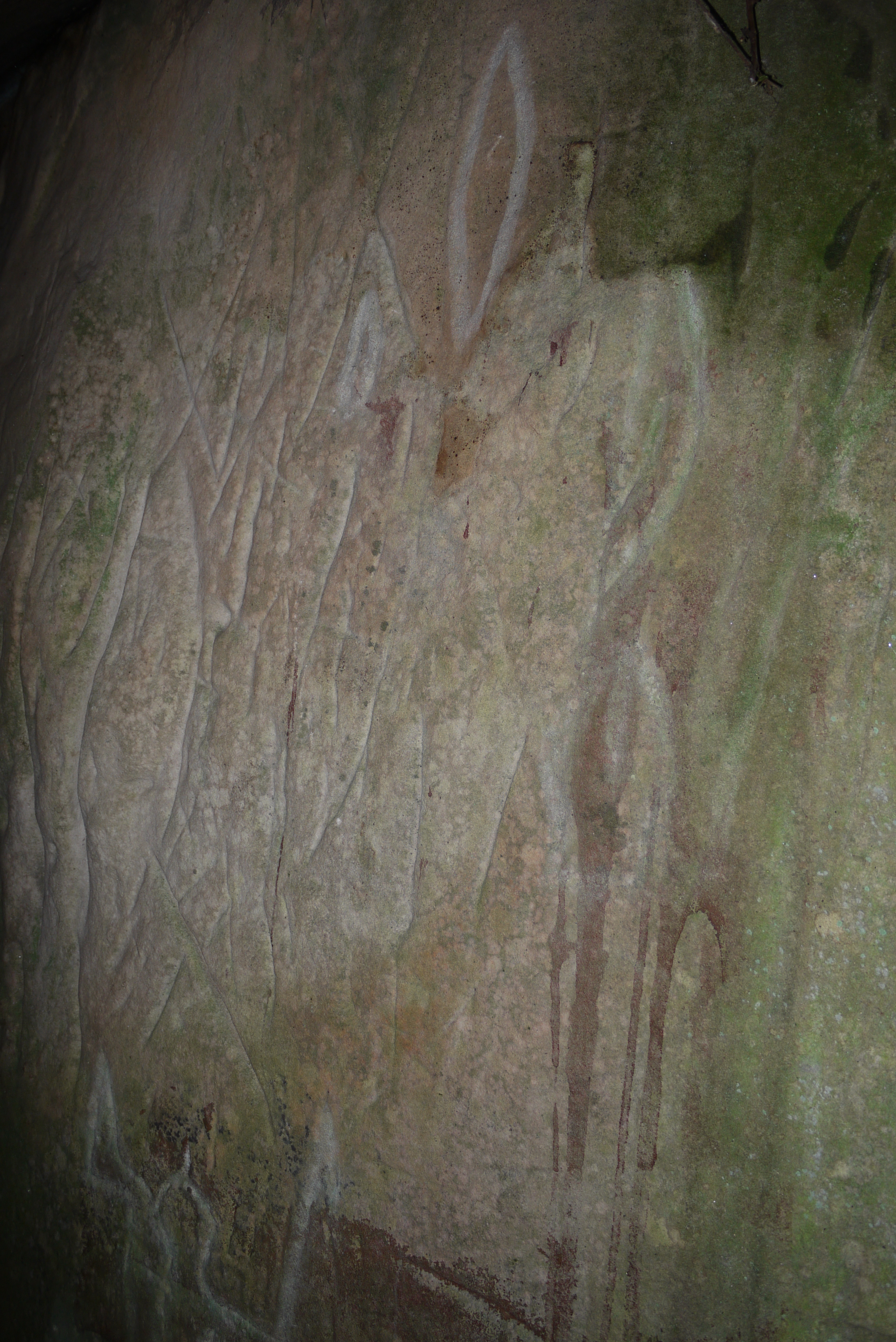
Gravierter Fels